# Thomas Collins (kardinal)
Thomas Christopher Collins (Guelph, 16. siječnja 1947.) kanadski je kardinal Katoličke Crkve. Bio je nadbiskup metropolit Toronta od 2007. do 2023. godine.
Dana 18. veljače 2012. proglašen je kardinalom-svećenikom crkve San Patrizio.